# Hun'gu
La faction des Hun'gu (hangeul : 훈구파 ; hanja : 勳舊派 ; RR : hungupa) est une faction de lettrés coréens de la période Joseon, opposée à la faction concurrente des Sarim lors d'une série de purges au XVIe siècle. Les Hun'gu vont être définitivement être écartés du pouvoir après la purge de 1545.

## Lutte entre Hun'gu et Sarim
La faction des Hun'gu est à l'origine favorisée par les rois Sejo et Sŏngchong. Cette faction utilise sa position dominante pour étendre son pouvoir et ses richesses. Cette concentration se fait au détriment de la paysannerie. Face aux Hun'gu, essentiellement issus de la capitale, commence à se dresser la faction Sarim, essentiellement issue des campagnes du royaume, qui appelle à des réformes. Elle est le résultat de l'essor d'un réseau de Sŏwon, académies néoconfucéennes, qui se développent dans les campagnes du pays à partir de 1545. Les Sarim commencent à intégrer la bureaucratie centrale sous le règne de Sŏngchong. Ces luttes de pouvoir entre factions culminent avec plusieurs séries de purges en 1498, 1504, 1519, et 1545 lors desquelles de nombreux hauts responsables de ces deux factions sont tour à tour écartés ou exécutés. Ces rivalités vont voir l'émergence de factions politiques bien identifiables qui vont perdurer au-delà du XVIe siècle. Les Hun'gu vont être définitivement écartés du pouvoir après la purge de 1545 au profit des Sarim.

## Sources
1. ↑  Jinwung Kim 2012, p. 218
2. 1 2  Jinwung Kim 2012, p. 219
3. ↑  Jinwung Kim 2012, p. 227
4. ↑  Michael J. Seth 2010, p. 152
5. ↑  Michael J. Seth 2010, p. 153
6. ↑  Jinwung Kim 2012, p. 225